# پ. رمله
پ. رمله (به انگلیسی: P. Ramlee; ۲۲ مارس ۱۹۲۹ – ۲۹ مهٔ ۱۹۷۳ (۴۴ سال)) با نام اصلی تاوکو زکریا تاوکو (به انگلیسی: Teuku Zakaria Teuku Nyak Putih؛ به جاوی: تاوکو زکریا تاوکو ڽق ڤوتیه) یک فیلمساز، بازیگر، کارگردان، خواننده، ترانه سرا، آهنگساز و تهیه کننده اهل مالزی بود.

## زندگی
پ. رمله در ۲۲ مارس ۱۹۲۹ در پنانگ مالزی متولد شد. او کارش را در صنعت فیلم و موسیقی و کارهای ادبی خود را در سنگاپور در سال ۱۹۴۸ آغاز کرد و به اوج زندگی حرفه‌ای خود رسید. سپس در سال ۱۹۶۴ به مالزی مهاجرت کرد و از آن موقع به بعد تا زمان مرگش به عنوان برجسته‌ترین نماد سرگرمی مالایی در نظر گرفته شد. شهرت او حتی به برونئی و سوماترای اندونزی و همچنین به هنگ کنگ و ژاپن نیز رسید.

## درگذشت
پ. رمله در سن ۴۴ سالگی در اثر یک حمله قلبی درگذشت و در قبرستان مسلمانان جالان آمپانگ در کوالالامپور به خاک سپرده شد.